# Paraprakisht
Paraprakisht är ett album av den albanska sångerskan Aurela Gaçe. Albumet släpptes officiellt den 20 juli 2012 och blev då Gaçes sjätte studioalbum. De flesta av låtarna på albumet är på albanska, medan bidraget i Eurovision Song Contest 2011, Feel the Passion, är på engelska. Albumet spelades in redan år 2010 och 2011 och planerades ursprungligen att släppas år 2011. Detta sköts dock upp på grund av Gaçes deltagande i Eurovision samt hennes graviditet. Den 1 augusti 2012 släpptes albumet även på Itunes.

## Låtlista
| Nr           | Titel                 | Kompositör                        | Kompositör/musik         | Längd |
| ------------ | --------------------- | --------------------------------- | ------------------------ | ----- |
| 1.           | Origjinale            | Aurela Gaçe, Dr. Flori            | Dr. Flori                | 3:09  |
| 2.           | Me jep nje hej        | Dr. Flori                         | Alban Kondi, Aurela Gaçe | 3:38  |
| 3.           | Shpirt i shpirtit tim | Rozana Radi                       | Adrian Hila              | 3:54  |
| 4.           | CA$H                  | Aurela Gaçe, Dr. Flori, Mc Kresha | Darko Dimitrov           | 3:42  |
| 5.           | Ja ke nge             | Rozana Radi                       | Adrian Hila              | 4:03  |
| 6.           | Tranzit               | Aurela Gaçe, Dr. Flori            | Alban Kondi              | 3:45  |
| 7.           | Tundu                 | Marin Janço                       | Marin Janço              | 3:02  |
| 8.           | Feel the Passion      | Sokol Marsi                       | Shpëtim Saraçi           | 3:55  |
| 9.           | Me mire pa ty         |                                   |                          | 2:39  |
| 10.          | Boom Boom Boom        |                                   | Dr. Flori, Edlir Begolli | 3:18  |
| 11.          | Fantasy               |                                   | Deep System              | 3:23  |
| Total längd: | Total längd:          | Total längd:                      | Total längd:             | 38:36 |

### Fotnoter
1. ↑  ”Aurela Gaçe, me 20 korrik, sjell “Paraprakisht”” (på albanska). Radio Ferizaji. 13 juli 2012. Arkiverad från originalet den 29 juli 2012. https://web.archive.org/web/20120729181500/http://www.radioferizaji.net/aurela-gace-me-20-korrik-sjell-paraprakisht/.
2. ↑  ”Aurela Gaçe sjell albumin “Paraprakisht”” (på albanska). Telegrafi. 13 juli 2012. http://www.telegrafi.com/magazina/aurela-gace-sjell-albumin-paraprakisht-6-15539.html.
3. 1 2  Nuhiu, Rinor (23 juli 2012). ”Albania: Aurela Gaçe releases a new album!” (på engelska). Escxtra. Arkiverad från originalet den 21 juli 2013. https://web.archive.org/web/20130721023115/http://escxtra.com/2012/07/aurela-gace-releases-a-new-album/.
4. ↑  ”Paraprakisht Aurela Gace”. Itunes. 1 augusti 2012. http://itunes.apple.com/us/album/ja-ke-nge/id550163341?i=550163615&ign-mpt=uo%3D4.